# 12-та повітряна армія (СРСР)
Двана́дцята пові́тряна а́рмія (12 ПА) — авіаційне об'єднання, повітряна армія військово-повітряних сил СРСР під час радянсько-японської війни.

## Історія
Сформована 15 серпня 1942 на підставі наказу НКО СРСР від 27 липня 1942 на базі ВПС Забайкальського фронту у складі 245 і 246-ї винищувальної, 30 і 247-ї бомбардувальних і 248-ї штурмової авіадивізій.
Виконувала завдання по охороні повітряних рубежів СРСР на Далекому Сході, готувала льотні кадри для діючої армії. З 9 серпня 1945 армія у складі Забайкальського фронту брала участь в радянсько-японській війні. До цього часу в її склад входили 13 авіадивізій.
У ході Хінгано-Мукденської операції по розгрому японської Квантунської армії основні сили армії підтримували наступ військ фронту на солуньському і хайларському напрямах, завдавали масованих ударів по аеродромах противника і залізничним станціям Солунь, Хайлар, Учагоу, Сикоу, Нюфинтай тощо.
За час ведення бойових дій було вироблено понад 5 тис. літако-вильотів. Велику роботу виконав особовий склад 12-ї повітряної армії, доставляючи пальне і інші вантажі для 6-ї гвардійської танкової армії, що діяла у відриві від основних сил фронту.
Спільно з авіацією Тихоокеанського флоту армія забезпечила висадку десантів в міста Чанчунь, Мукден (Шеньян), Тунляо, Ляоюань, в порти Далекий (Далянь) і Порт-Артур (Люйшунь).

## Склад
- 245 винищувальна авіаційна дивізія (вад) (08. 1942 — до кінця війни);
- 246 вад (08. 1942 — до кінця війни);
- 30 бад (08. 1942 — до кінця війни);
- 247 бад (08. 1942 — до кінця війни);
- 248 шад (08. 1942 — до кінця війни);
- 12 орап;
- 206 зад (1942–1945);
- 7 бак (08. 1945 — до кінця війни).

## Командування
- Командувачі:
  - генерал-лейтенант авіації Куцевалов Т. Ф. (27 липня 1942 — 25 червня 1945);
  - маршал авіації Худяков С. О. (25 червня 1945 — до кінця радянсько-японської війни).
- Члени військової ради:
  - бригадний комісар, з 20 грудня 1942 полковник, з 11 липня 1945 генерал-майор авіації Пальянов С. А. (27 липня 1942 — до кінця радянсько-японської війни).
- Начальники штабів:
  - генерал-майор авіації Чмурак І. І. (27 липня 1942 — 19 квітня 1943);
  - генерал-майор авіації Терентьев І. І. (19 квітня 1943 — 6 вересня 1943);
  - генерал-майор авіації Козлов Д. С. (6 вересня 1943 — 25 червня 1945),
  - генерал-лейтенант авіації Селезньов Н. Г. (25 червня 1945 — до кінця радянсько-японської війни).